# Ejen Ali The Movie: Mission Neo
Ejen Ali The Movie: Mission Neo (tạm dịch: Đặc Vụ Ali: Nhiệm Vụ Neo) là một bộ phim hành động gián điệp hoạt hình máy tính năm 2019 của Malaysia, dựa theo series (loạt phim) hoạt hình truyền hình dài tập Ejen Ali (tiếng Việt: Điệp viên Ali / Đặc vụ Ali). Bộ phim theo chân điệp viên tuổi teen Ali khi anh phải khám phá ra một công nghệ bí ẩn đe dọa thành phố Cyberaya và mạo hiểm trung thành với cơ quan bí mật MATA của mình.
Đây là bộ phim đầu tiên được thực hiện bởi WAU Animation, dựa trên loạt phim hoạt hình truyền hình của họ, Ejen Ali. Nó được đạo diễn bởi Usamah Zaid Yasin và đồng sáng tác bởi chính Usamah, Shafiq Isa và Fuad Md Din.
Bộ phim được phát hành đồng thời ở 3 quốc gia, bao gồm Malaysia, Singapore và Brunei vào ngày 28 tháng 11 năm 2019 và tại Indonesia vào ngày 1 tháng 1 năm 2020.

## Lý lịch
Ali là một cậu bé 12 tuổi trở thành đặc vụ tại MATA (Cơ quan chiến thuật Meta Advance), một cơ quan bí mật bảo vệ thành phố Cyberaya (một thành phố giả tưởng lấy cảm hứng từ thành phố Cyberjaya ở Malaysia). Điều này xảy ra sau khi cậu vô tình kích hoạt một thiết bị có tên IRIS (Infinity Retinal Intelligence System). IRIS là một thiết bị được tạo bởi MATA, nó có thể nhận cảm biến từ Ali và thực hiện các hành động phức tạp, chẳng hạn như: dự đoán chuyển động, hack vào bất kỳ máy chủ nào, bẻ khóa mật khẩu và Tầm nhìn X-Ray. IRIS được cung cấp năng lượng của Ali và Ali là người duy nhất có thể sử dụng IRIS ngay bây giờ vì nó được đồng bộ hóa với anh ta. Vì vậy, cậu được đào tạo như một đặc vụ. Cùng với chú Bakar và các đặc vụ trẻ khác, họ hợp tác trong các nhiệm vụ của MATA.

## Tóm tắt
Câu chuyện bắt đầu hồi tưởng 15. Hai phụ nữ trẻ, Aliya và Niki lẻn vào một khu vực hàng hóa hạn chế và đánh cắp một trái tim nhân tạo. Quay trở lại, họ bị can thiệp bởi các nhà lãnh đạo trụ cột. Họ cố gắng trốn thoát, nhưng bị dồn vào chân tường. Aliya buộc Niki phải trốn thoát với trang bị, trong khi cô ấy tiếp tục chiến đấu.
Hiện tại, Dato 'Othman, thị trưởng của Cyberaya, bị bắt làm con tin trong một chiếc máy bay, bị 4 kẻ đột nhập bọc thép nặng không rõ danh tính cướp. Anh ta kêu gọi sự giúp đỡ từ MATA và Ali đến cùng nhóm của anh ta để giải cứu. Trong khi chiến đấu, thủ lĩnh của họ cho nổ một quả bom, làm hỏng chiếc tàu. Thị trưởng bị đẩy ra ngoài, và những kẻ xâm nhập trốn thoát. Đội gặp khó khăn trong việc xử lý tình huống; Ali cố gắng hiệu chỉnh máy bay nhưng không thành công. Hai đặc vụ mới, Bobby (Inviso) và Fit (Techno) đến để được giúp đỡ. Bobby giải cứu thị trưởng và Fit ổn định máy bay bằng chế độ Over-ride của thiết bị mới phản chiếu với IRIS, khiến Ali kinh ngạc. Ali được Dayang và Ganz giới thiệu sơ lược về một dự án bí mật mới của I.R.I.S Neo, dựa trên IRIS ATLAS và chế độ ghi đè (Override mode); và mọi đặc vụ đều được sử dụng miễn phí nguyên mẫu mới, đồng thời kể về lịch sử của IRIS. Ali bắt đầu nghi ngờ IRIS ban đầu của mình và cần MATA, nơi được đảm bảo cho anh ta một đơn vị mới. Được biết, nó đang được thử nghiệm bởi Bobby và Fit.
Trở về nhà vào buổi tối, anh tìm thấy một chiếc hộp của mẹ anh, trong đó có những kỷ niệm và đồ chơi. Anh ta cũng tìm thấy một hộp nhạc hát ru mà anh ta vô tình vặn chìa khóa để tiết lộ một ổ bút bí mật, với một biểu tượng kỳ lạ. Anh ta cố gắng truy cập nó, nhưng bị từ chối quyền truy cập mà anh ta nghi ngờ.
Sáng hôm sau, anh được Alicia gọi đến tại một nhà hàng 24 giờ Mamak Maju. Anh ta tham gia cùng Bakar và Alicia và Họ bí mật đi dưới lòng đất đến Trụ sở MATA với sự giúp đỡ của các chủ sở hữu Rahul, Rajesh và Razman (đặc vụ MATA, đồng minh của Tướng Rama), những người đánh lạc hướng khách hàng bằng vũ điệu và âm nhạc. Ali báo cáo phòng họp và ngạc nhiên với sự hiện diện của Dato. Dato 'khó chịu tiết lộ MATA được anh ta thành lập trong quá trình định cư thành phố; và mọi đại lý "chỉ phục vụ cho anh ta". Tướng Rama tóm tắt về cuộc điều tra về cuộc tấn công ngày hôm trước nhằm vào Dato '; nhiên liệu chính được thu hồi từ vụ nổ bom là Azureum và các loại vũ khí và áo giáp của những kẻ xâm nhập không phải của Cyberaya. Rama ra lệnh đột kích cuộc họp của Brother Bear về một thỏa thuận vũ khí bất hợp pháp mà thông tin tình báo nhận được từ gián điệp của anh ta, vì anh ta nghi ngờ các vũ khí liên quan đã được một tay buôn lậu Bear.
Trong cuộc giao dịch với Bear và một khách hàng, Bakar cố gắng bắt Bear, nhưng mọi việc không ổn chút nào, và Bear đã trốn thoát với vũ khí. Ali đuổi theo anh ta thì bất ngờ có 3 người hạ gục Bear. Người thứ ba trong nhóm của họ, Niki, giật lấy vũ khí; Gấu trốn thoát. Ali tấn công nhóm để đáp trả, nhưng Niki rút ngắn thời gian cận chiến, và bỏ chạy trên chiếc xe mô tô của mình. Ali theo dõi cô từ thành phố đến một khu ổ chuột. Anh ta không biết về vị trí và tiếp tục theo dõi, khi đột nhiên, anh ta vượt qua một ngõ cụt, mất kiểm soát và đánh bất tỉnh.
Sau đó, anh ta tỉnh dậy trong một nhà kho, bị thương. Niki đến gặp anh, người đã đưa anh đến nhà cô sau một tai nạn. Ali nhìn thấy biểu tượng tương tự trên bông tai của cô ấy giống như ổ bút. Anh ấy truy vấn về nó và đưa nó cho Niki xem. Niki ngạc nhiên và kết luận anh là con trai của Aliya, người từng là "hơn cả một người bạn" của cô. Niki kể lần đầu tiên gặp cô ấy ở thành phố; một cô gái yếu ớt của khu ổ chuột được giúp đỡ bởi một Aliya tốt bụng, người đã giúp đỡ những người dân trong khu ổ chuột. Cô hợp tác với Niki để chống lại những kẻ đã dám vào "Fringe", và cướp tài nguyên để sử dụng trong khu ổ chuột. Niki mô tả công dụng của Azureum trong Y học, Vệ sinh, Vệ sinh, sử dụng hàng ngày cho người dân của họ. Ali bị sốc khi tình hình không được giải quyết cho chính quyền Cyberaya, và họ không lắng nghe và quan tâm. Anh ta cũng được cho biết về sự thiếu hụt Azureum để đáp ứng nhu cầu. Ali gặp Alicia và Bakar, và được thông báo về việc Bear bị bắt.
Trong cuộc họp với các nhà chức trách khác của Cyberaya, Dato 'thảo luận về tiến độ của một dự án mới về một nhà máy thông minh và yêu cầu công việc phải được hoàn thành đúng thời hạn. Cuộc thẩm vấn của Bear cho thấy người chia bài là Vikram, một nhân viên điều hành tại Beta Tower, hợp tác chặt chẽ với những người quan trọng trong việc phát triển Cyberaya. Tướng quân giao một nhiệm vụ mới là bí mật điều tra các hoạt động bất hợp pháp trong Tháp Beta. Ali và nhóm (với Bobby và Fit), lẻn vào tòa nhà và điều tra. Trong quá trình làm thủ tục, một lối đi bí mật được phát hiện, dẫn họ đến một cửa sổ thần bí mật ở tầng ẩn, tích trữ vũ khí và tài nguyên trái phép. Họ thu thập bằng chứng; trong khi Ali phát hiện ra một kho lưu trữ bí mật của Azureum, và thu thập dữ liệu để tiết lộ cho Niki.
Trở lại Fringe, Ali tiết lộ thông tin chi tiết và lên kế hoạch cho một cuộc đột kích vào ban đêm. Tất cả đều vi phạm hệ thống an ninh; Vikram được thông báo và đưa họ vào góc với an ninh. Chế độ ghi đè IRIS của Ali giúp họ trốn thoát. Tại Fringe, anh tham gia bữa tiệc cộng đồng và gặp Mak Yah, người gọi anh là 'avatar' của Aliya và giúp trẻ hóa mọi người. Anh ấy dành thời gian nói chuyện với Niki, kể về việc anh ấy được tuyển dụng làm đại lý, và là người bên lề do tạo mới. Vụ sập cổng của những kẻ xâm nhập tạo ra sự chú ý rộng rãi và nhu cầu về hành động. Dato 'gây bão với các nhà lãnh đạo trụ cột và tướng quân vì họ không hành động với họ. Rama nghi ngờ Vikram là kẻ chủ mưu vụ tấn công của Dato, nhưng đã thông báo cho Dato ', anh ta tức giận phủ nhận và đe dọa sẽ thay thế họ. Sau khi rời đi, anh ta thông báo một thông tin mới về việc tìm thấy "tổ" của Vikram đang tích trữ vũ khí bất hợp pháp, và chỉ định điều tra cho đội. Ali bắt đầu phá hoại các nhiệm vụ: dọn sạch "tổ" với Niki vào đêm trước của nhiệm vụ, chất đống tài nguyên và không để lại gì cho các đặc vụ vào sáng hôm sau. MATA bắt đầu nổi lên với sự phá hoại của "ẩn số".
Điều này tiếp tục, cho đến khi tòa nhà cuối cùng được dọn sạch, khi Alicia quan sát thấy vết lốp trên chiếc xe tay ga của Ali. Cô nghi ngờ sự vắng mặt của anh ta và lý do từ nhiệm vụ. Ngày hôm sau tại nhà hàng, cô gọi cho Ali và tiết lộ hành vi "trộm cắp" của anh ta mà ban đầu anh ta phủ nhận, nhưng đã nhượng bộ. Cô ta yêu cầu lý do, khi Ali tìm cách không làm đại diện cho một kẻ ích kỷ, và rời khỏi nơi này. Cuộc trò chuyện của họ bị chặn bởi những người bảo vệ, và Bobby.
Trở về nhà, anh ta bị theo dõi bởi các đặc vụ. Anh ta cố gắng tránh xa họ và bước vào một cửa hàng tạp hóa nơi anh ta bị bao vây bởi các đặc vụ ngụy trang, trong khi Bakar với họ yêu cầu Ali đi cùng. Anh ta miễn cưỡng tham gia, và thoát khỏi nơi này trong gang tấc. Anh ta phải đối mặt với Booby và Fit: người cũ đuổi theo anh ta, cho đến ga tàu điện ngầm thành phố. Ở đó, anh ta cố gắng lên một chuyến tàu, khi nào thì bị hỏng. Tới khu phức hợp mua sắm, họ tham gia vào một cuộc hỗn chiến, nơi Ali đánh gục anh ta và bỏ chạy, trong khi Alicia và Fit tiếp tục đuổi theo anh ta. Trong khi đó Ali gọi Niki để được giúp đỡ, cô khuyên anh nên trốn trong Fringe và cô sẽ xử lý chúng. Fit cuối cùng đã chặn anh ta ở lối vào lối vào của Fringe và hành hung anh ta vì sự bạo ngược của anh ta trong việc giúp đỡ 'tội phạm'. Do đó, anh ta thậm chí còn loại bỏ IRIS của Ali, khi Bakar và Alicia đến để cứu Ali.
Bakar can thiệp vào cuộc tranh cãi nảy lửa, điều này cho Ali một thời gian để trốn sang một bên. Theo sau anh ta, họ bị mắc kẹt ngay khi họ băng qua lối vào. Niki đến cùng các đồng đội của mình và hạ gục từng người trong số họ. Ali chứng kiến sự việc một cách tàn bạo và phản ứng. Niki từ chối anh ta, nói rằng anh ta không nên buông thả bản thân vì ít người của mình. Ali nhận ra sự cực đoan của Niki và tấn công, cô dễ dàng thắng và đánh gục anh ta.
Sau đó, họ thức dậy trong thời gian Niki đang ở, tất cả đều bị giam giữ bởi dây cáp cẩu. Anh nhận ra chính những kẻ xâm nhập, những kẻ đã tấn công Thị trưởng và Niki trong hình dạng bọc thép. Cô ấy tiết lộ đã cấu hình IRIS NEO, lấy được từ Fit trong khi chiến đấu và bây giờ cô ấy có thể truy cập các chức năng tổng thể của nó. Cô cũng tiết lộ rằng đã có kiến thức về IRIS, từ cùng một ổ bút mà Ali đưa cho cô: đó là, thiết bị ban đầu được tạo ra bởi mẹ của Ali, Aliya. Niki kể rằng vài năm trở lại đây, vào thời điểm được các đặc vụ trụ cột của MATA nuôi dưỡng, Aliya được đề nghị làm việc cho MATA của chúng tôi với tiềm năng của cô ấy, và Niki cảm thấy bị phản bội kể từ ngày đó và bắt đầu tự mình giúp đỡ cộng đồng của mình. Sau vài năm, trong khi lẻn vào cơ sở phòng thủ bí mật của Cyberaya với những kẻ phụ tình và ăn cắp tài nguyên, cô đã kích hoạt ba tên lửa để tấn công thành phố, khi một lần nữa chạm trán với MATA. Cô ấy sẽ thành công, nếu không có Aliya, người đã cố gắng ngăn cản cô ấy. Mặc dù Niki trượt đi, cô đã chứng kiến cái chết của Aliya, khi Aliya giao chiến với IRIS lần đầu tiên ghi đè và đụng độ tên lửa giữa không trung, sử dụng toàn bộ năng lượng của mình. Niki cho rằng sự hy sinh của cô ấy là "vô ích" đối với Cyberaya, nếu nó chỉ trở nên ích kỷ vì thị trưởng.
Trong khi đó ở khu ổ chuột, Vikram đến cùng lũ yêu tinh của mình, sau khi biết Niki là kẻ xâm nhập, và yêu cầu sự hiện diện của cô ấy để trả thù, khi cô ấy xuất hiện và dễ dàng đánh bại tất cả bằng cách sử dụng IRIS Neo.
Khi bị làm con tin, Ali bị Bakar củng cố và được Alicia khuyến khích sử dụng "IRIS" của mình để trốn thoát, nhưng anh ta đã chán nản với niềm tin mù quáng của mình đối với Niki và không đủ tự tin để ngăn chặn cô ấy. Anh ta được Mak Yah tiếp cận vì lòng tốt của anh ta với khu ổ chuột, và trả lại cho anh ta IRIS, nói rằng anh ta không được xóa bỏ danh tính thật của mình và làm nghĩa vụ của mình.
Trong bài phát biểu của Dato 'tại lễ khánh thành nhà máy mới được thành lập, Niki đã tấn công nơi này, bắt anh ta làm con tin, khi đối mặt với Ali và đồng đội. Những tân binh (đeo thiết bị mới) và sau đó là Tướng Rama cùng với những người bạn đồng hành của mình đến để được giúp đỡ; Niki bắt đầu lỏng lẻo, khi IRIS Neo của cô ấy lật ngược lại, và mọi người mặc bắt đầu tuân theo lệnh của cô ấy. Để cứu thị trưởng, đội của Ali đã có cơ sở, trong khi anh ta bị che đậy, dẫn đến IRIS của anh ta cũng bị lật tẩy.
Anh ta cố gắng hết sức để đánh bại Niki, nhưng bị suy yếu bởi Ganz và Dayang điều khiển tâm trí, và sau đó bị tan băng bằng vũ lực bởi Niki, kết quả là anh ta đi vào dấu phẩy.
Đang nằm, Ali trong tiềm thức thấy mình đang ở một nơi không xác định, khi anh tìm thấy mẹ của mình, người tiết lộ nơi đó là Không gian của IRIS, nơi Ali thường đến đó bất cứ khi nào IRIS ghi đè, và thiết bị sẽ hoạt động trên dữ liệu tored của mẹ anh ta không để lại gì trong trí nhớ của anh ta sau khi hành động. Ali thất vọng về phát minh mới, nhưng được củng cố rằng, điều tốt nhất không bao giờ đến từ thiết bị, mà là người dùng và quyết tâm của nó. Cô cũng tiết lộ rằng dữ liệu được lưu trữ của cô sẽ bị xóa nếu Ali cố gắng truy cập chế độ ghi đè. Anh ấy phủ nhận, nhưng được khuyến khích để trở nên mạnh mẽ. Bây giờ, Ali trỗi dậy với chế độ ghi đè trong sự kiểm soát của mình, và ném Niki vào cuộc tấn công của Dato của cô, và cuối cùng phá hủy vũ khí của cô. Anh ta bảo cô từ bỏ, nhưng Niki từ chối, và bắt đầu ý định tự sát để nổ Azureum trong bộ đồ của cô để giết tất cả mọi người. Bản chất của Aliya được chuyển đến IRIS của Niki, nơi cô bị mắc kẹt trong Không gian, nơi Aliya vô hiệu hóa và tách IRIS khỏi cô. Cả hai ngã xuống trong vô thức, Niki hối hận vì sự thô bạo và sự tàn phá của mình sau đó.
Sau vài ngày, Ganz báo cáo thị trưởng đã bình phục chấn thương trong phòng họp; anh ta mắng Ali vì đã hỗ trợ hết mình cho bọn tội phạm, nhưng bị Dayang ngăn lại. Cô ca ngợi Ali về nghĩa vụ của anh ta, nhưng cũng thất vọng nói rằng Ali phải chịu hình phạt, và anh ta chính thức tuyên bố tách khỏi IRIS ban đầu của mình; dự án Neo bị giải tán vì những sai sót lớn được phát hiện. Ali sẵn sàng đồng ý và thề sẽ làm hết sức mình trong MATA và trở thành một siêu đặc vụ. Dayang khuyên Bakar, và anh ta chỉ cho Ali về những kỷ niệm của mẹ anh và quá trình phục vụ của bà trong MATA. Trong một video cuối cùng, Bakar hỏi Aliya lý do để trở thành một đặc vụ, và cô ấy trả lời rằng có mọi người để giúp đỡ, nhưng tất cả đều phân tán; MATA cần những điều đó để mọi người có thể xích lại gần nhau hơn, biết nhau và phục vụ người khác một cách vị tha.
Ngay ngày hôm sau, Ali, cha anh và bạn của anh đến thăm Fringe. Tiến sĩ Ghazhali công bố Dự án Phát triển Ngoại vi cho Fringe, hứa hẹn một tương lai tốt đẹp hơn và sự phát triển bền vững của cả cộng đồng thành thị và nông thôn. Vào buổi tối, Ali được cho là có một bữa tiệc tụ họp ở Mamak Maju, cùng với nhóm của anh ấy, đi cùng với Tướng quân, bạn bè của anh ấy và Bobby-Fit.
Cảnh giữa tín dụng: Dayang được hiển thị để gán tên của Ali cho một superdroid, được đặt tên cho Dự án mới "Satria".
Cảnh hậu tín dụng: Sau khi Ali rời khỏi nhà hàng, Rizwan và Dos được cho là có mặt ở đó mọi lúc, sau đó đi theo anh ta.

## Diễn viên
- Ida Rahayu Yusoff trong vai Ali & Comot
- Nabilah Rais trong vai Niki
- Noorhayati Maslini Omar trong vai Alicia
- Shafiq Isa trong vai Bakar
- Azman Zulkiply trong vai tướng Rama
- Salina Salmee Mohd Ali trong vai Aliya
- Abu Shafian Abd Hamid trong vai Dato 'Othman
- Ahmad Sufian Mazilan trong vai Bobby
- Megat Zahrin Megat Hisham trong vai Fit
- Azuan Wanji trong vai Vikram
- Altimet trong vai Andik
- Amir Mustaqim trong vai Surya
- Fadhli Shafian trong vai Abang Bear

## Sản xuất
Bộ phim có giá 6,5 triệu đô la bao gồm cả chi phí quảng bá. Đội ngũ làm phim bao gồm tổng cộng 80 nhà thiết kế hoạt hình và họa sĩ đồ họa địa phương. Việc sản xuất bộ phim này sử dụng công nghệ kỹ thuật số chất lượng cao. Các đoàn làm phim trung bình sản xuất bộ phim hoạt hình này nằm trong độ tuổi từ 25 đến 28. Quá trình làm phim mất khoảng một năm rưỡi để hoàn thành.

## Nhạc phim
Bản nhạc được sáng tác bởi Azri Yunus, nhà soạn nhạc chính, được trợ lý bởi nhà soạn nhạc trợ lý, Hakim Kamal. Azri Yunus cho biết sự khác biệt về điểm số âm nhạc trong sê-ri với bộ phim này là họ muốn đặt giá trị ngây ngất hơn bằng cách đặt nhiều cảm xúc hơn để khiến khán giả gắn bó trong rạp chiếu phim. Điểm âm nhạc chính thức của bộ phim được phát hành vào ngày 27 tháng 12 năm 2019.
"Bukalah Matamu" là đĩa đơn được phát hành đầu tiên trong album nhạc phim chính thức của Ejen Ali: The Movie, được phát hành trên YouTube và tất cả các nền tảng phát trực tuyến vào ngày 20 tháng 9 năm 2019. Bài hát gửi một thông điệp đến những người có mọi thứ để mở mắt và cải thiện bản thân. Trong phim, lời bài hát của bài hát này như thể dành cho Dato 'Othman, thị trưởng kiêu ngạo của Cyberaya.s
Tuy nhiên, "Bukalah Matamu" đã vướng vào một cuộc tranh cãi khi người ta cho rằng bài hát này có sự tương đồng với một bài hát từ TheFatRat và Laura Brehm, The Calling. Giám đốc Usamah Zaid Yasin giải thích rằng họ không có ý định bắt chước bài hát theo yêu cầu của hầu hết mọi người. Họ đã tạo ra bài hát bằng cách tạo ra một vài nhóm nhạc làm tài liệu tham khảo như Linkin Park và Daft Punk. Khi họ nhận ra rằng bài hát có những điểm tương đồng với The Calling, họ đã rất ngạc nhiên và ngay lập tức liên hệ với TheFatRat để giải thích tình huống và cung cấp cho họ tín dụng cho bài hát và một chút tiền bản quyền từ bộ phim.
"Kita Jaga Kita" là đĩa đơn phát hành thứ hai trong album nhạc phim chính thức. Ban đầu, họ chỉ tiếp cận Altimet để diễn xuất bằng giọng nói. Nhưng khi họ thử vận may bằng cách yêu cầu Altimet sáng tác một bài hát, anh ấy đã đồng ý. Lời bài hát của các bài hát xuất phát từ quan điểm của người dân khu ổ chuột đô thị Pinggiran.
| STT              | Nhan đề                                                                                    | Thời lượng |
| ---------------- | ------------------------------------------------------------------------------------------ | ---------- |
| 1.               | "Kita Berjumpa Akhirnya"                                                                   | 9:43       |
| 2.               | "Pengganas. Cepat! Cepat! Cepat!"                                                          | 3:00       |
| 3.               | "Kamu Patut Berasa Bangga"                                                                 | 1:50       |
| 4.               | "Siapa Nak Makan Satay?"                                                                   | 1:12       |
| 5.               | "Ali's Lullaby (Music Box)"                                                                | 2:22       |
| 6.               | "Cyberaya"                                                                                 | 0:25       |
| 7.               | "HQ M.A.T.A"                                                                               | 1:11       |
| 8.               | "Kejar Abang Bear!"                                                                        | 2:26       |
| 9.               | "Pengenalan"                                                                               | 2:08       |
| 10.              | "Wira Pinggiran (Flashback Niki)"                                                          | 2:23       |
| 11.              | "Menara Beta"                                                                              | 3:11       |
| 12.              | "Aku Tahu Jalannya"                                                                        | 2:25       |
| 13.              | "Kau Macam Aliya"                                                                          | 2:59       |
| 14.              | "Cari Dia Sampai Dapat (Kita Jaga Kita)" (do Altimet, Cuurley and Malik Abdullah thể hiện) | 2:18       |
| 15.              | "Kejar Dia!"                                                                               | 2:59       |
| 16.              | "Perangkap"                                                                                | 4:10       |
| 17.              | "Cerita Sebenar"                                                                           | 4:54       |
| 18.              | "Buka Mata"                                                                                | 2:19       |
| 19.              | "Serangan Kasar"                                                                           | 2:46       |
| 20.              | "Mau Pigi Mana? (Mamak Maju)"                                                              | 0:46       |
| 21.              | "Dikawal & Terkawal (Overide Mode)"                                                        | 2:37       |
| 22.              | "Akan Sentiasa Dengan Kamu"                                                                | 5:39       |
| 23.              | "Hilang Tiada Ganti - Tamat" (do Ida Rahayu Yusoff thể hiện)                               | 3:12       |
| 24.              | "Mamak Maju (Music Compile)"                                                               | 1:42       |
| 25.              | "Mama (Ada Di Hatimu Selalu)" (do Ida Rahayu Yusoff thể hiện)                              | 2:51       |
| Tổng thời lượng: | Tổng thời lượng:                                                                           | 71:20      |

## Công chiếu
WAU Animation đã công bố dự án phim này khi họ phát hành đoạn giới thiệu đầu tiên cho bộ phim này vào ngày 7 tháng 8 năm 2018. Trailer giới thiệu thứ hai được phát hành vào ngày 29 tháng 3 năm 2019. Trailer chính thức đầu tiên được công chiếu vào ngày 1 tháng 8 năm 2019  trong khi trailer chính thức thứ hai được công chiếu vào ngày 9 tháng 10 năm 2019.
Vào ngày 2 tháng 10 năm 2019, WAU Animation đã chính thức phát hành poster sân khấu chính thức của bộ phim, đồng thời tiết lộ ngày phát hành của các rạp chiếu phim Malaysia. Nó được phát hành tại 146 rạp chiếu phim ở Malaysia, 8 ở Singapore và 7 ở Brunei. Cũng có khả năng nó được chiếu ở 50 quốc gia nhưng Ahmad Izham Omar, CEO của Primeworks Studios nói rằng nó vẫn đang được thảo luận. Đối với thị trường Indonesia, bộ phim được phát hành tại CGV, Rạp chiếu phim Kota, Platinum Cineplex và Flix Indonesia vào ngày 1 tháng 1 năm 2020.
Năm 2020, Bộ phim Ejen Ali: The Movie đã được công chiếu tại Việt Nam trong khuôn khổ Tuần phim ASEAN 2020, sự kiện công chiếu phim của các quốc gia thành viên Hiệp hội các quốc gia Đông Nam Á (ASEAN) miễn phí cho công chúng, diễn ra tại 3 thành phố: Hà Nội, Đà Nẵng và Thành phố Hồ Chí Minh với tựa đề được dịch là 'Bộ phim về Ejen Ali'. Đây là bộ phim hoạt hình duy nhất góp mặt trong danh sách 9 bộ phim được lựa chọn cho sự kiện. Suất chiếu đầu tiên của Ejen Ali: The Movie tại Việt Nam là vào ngày 21/07/2020, ngày thứ 3 diễn ra Tuần phim ASEAN tại Hà Nội, tại Trung tâm Chiếu phim Quốc gia.
Năm 2021, bộ phim được trình chiếu tại Brazil với tư cách đại diện phim của Malaysia trong khuôn khổ Liên hoan phim Brazil năm 2021.

## Tiếp nhận
| Ngày chiếu            | Doanh số tích lũy                 |
| --------------------- | --------------------------------- |
| 1 ngày (28 tháng 11)  | 1,86 triệu RM (452.894 USD)       |
| 3 ngày (30 tháng 11)  | 6,4 triệu RM (1,56 triệu USD)     |
| 7 ngày (4 tháng 12)   | 13 triệu đô la (3,17 triệu USD)   |
| 14 ngày (11 tháng 12) | 20 triệu RM (4,87 triệu USD)      |
| 21 ngày (18 tháng 12) | 25 triệu đô la (6,09 triệu USD)   |
| 30 ngày (27 tháng 12) | 28,5 triệu đô la (6,94 triệu USD) |
| 43 ngày (9 tháng 1)   | 30 triệu RM (7,36 triệu USD)      |
| 77 ngày (12 tháng 2)  | 30,8 triệu đô la (7,38 triệu USD) |

WAU Animation đã nhắm mục tiêu 20 triệu RM cho thị trường địa phương cho bộ phim này, đạt được chỉ sau 14 ngày chiếu. Ejen Ali: The Movie đã vượt qua BoBoiBoy Movie 2 sau 43 ngày để trở thành bộ phim hoạt hình Malaysia có doanh thu cao nhất, bộ phim Malaysia có doanh thu cao nhất năm 2019 và là bộ phim Malaysia có doanh thu cao thứ ba mọi thời đại khi thu 30 triệu RM.

### Giải thưởng và đề cử
| Năm  | Giải thưởng                                                      | Hạng mục                | Đề cử                           | Kết quả   | Nguồn  |
| ---- | ---------------------------------------------------------------- | ----------------------- | ------------------------------- | --------- | ------ |
| 2020 | Giải thưởng Pulcinella - Liên hoan phim quốc tế của Ý lần thứ 24 | Phim hoạt hình hay nhất | Ejen Ali The Movie: Mission Neo | Đề cử     | [ 22 ] |
| 2021 | Liên hoan phim Malaysia lần thứ 31                               | Phim hoạt hình hay nhất | Ejen Ali The Movie: Mission Neo | Đoạt giải | [ 23 ] |